# دوري ساندرز
دوري ساندرز (بالإنجليزية: Dori Sanders)‏ (1934)؛ روائية أمريكية.